# Seibersdorf (Dolna Austria)
Seibersdorf – gmina targowa w Austrii, w kraju związkowym Dolna Austria, w powiecie Baden. Według Austriackiego Urzędu Statystycznego liczyła 1 423 mieszkańców (1 stycznia 2014).